# Aarhuus Privatbank
Aarhuus Privatbank A/S var en dansk bank i Aarhus, stiftet 1871. Aarhuus Privatbank overtog i 1929 Hammel Bank, i 1932 Odder Bank samt Spare- og Laanekassen for Industridrivende i Aarhus og i 1934 Aarhus Bikube. Aarhus Privatbank blev i løbet af sin levetid provinsens største bank og havde i 1921 opnået en aktiekapital på 9 mio. kr. og en omsætning på 2½ mia. kr.

## Historie
Banken blev stiftet den 14. august 1871 af borgmester Ulrich Christian von Schmidten, overretssagfører Christian Ludvig Kier, kancelliråd O.H. Nors og købmand I.C. Seidelin, købmand H. Meyer, købmand M.R. Koppel, købmand P.I. Hahn og købmand Harald Skovby. Initiativet til det første orienterende møde om bankens stiftelse, som afholdtes 2. juni 1871, udgik fra generalkonsul Henrik Pontoppidan, som imidlertid ikke ønskede at indtræde i det udvalg, som skulle forberede det nye bankinstituts virksomhed, og hvis medlemmer er nævnt ovenfor. Banken begyndte sin virksomhed den 1. december 1871 i lejede lokaler i Rosensgade nr. 32.
Den første direktion bestod af ovennævnte I.C. Seidelin, der var administrerende direktør, O.H. Nors og Harald Skovby. I 1873 blev aktiekapitalen forøget til 300.000 Rdl. og banken flyttedes i april måned til Store Torv nr. 3, og 26. september 1887 flyttedes den til egen ejendom Kannikegade 4-6 ved Bispetorvet, hvor den siden havde til huse. Denne bygning var historicistisk og tegnet af Carl Thonning. Den blev udvidet af Hack Kampmann 1905 og erstattet af en ny bygning tegnet af Axel Høeg-Hansen 1931-32, således at den optog den halve karré Kannikegade/Harald Skovbys Gade/Åboulevarden. Banken fik i 1927 en filial i København, som først lå på Højbro Plads, og som 1930 fik egen bygning på Nygade 1, hjørnet af Vimmelskaftet, tegnet af arkitekt Holger Jacobsen. Bygningen er i art deco-stil. I 1950 havde banken foruden hovedsædet 4 indenbys afdelinger og 17 udenbys afdelinger og kontorer.
Bankens 95. og sidste regnskabsår var 1966, hvorefter den i 1967 fusionerede med Fyens Disconto Kasse og dannede Den Danske Provinsbank.

## Ledelse
Denne liste er ufuldstændig; hjælp gerne med at udfylde den.

### Direktion
- 1871-1888 I.C. Seidelin, adm. direktør
- 1871-1875 O.H. Nors
- 1871-1896 Harald Skovby
- 1888-1909 Frederik Nørgaard
- 1896-1918 C.V.L. Vilcken
- 1909-1916 Christian Schou (døde i stillingen)
- 1916-1952 Christian D.A. Andersen
- 1918-1967 Poul Schack Eyber
- 1955-1967 Erik Rahbek
- 1963-1967 Niels Schack Eyber

### Formænd for repræsentantskabet / bestyrelsen
- 1874-1885 Ulrik Christian von Schmidten, borgmester
- 1886-1917 Frederik Vestergaard, borgmester
- Ludvig Wohlert, fabrikant og konsul

Nogle kendte medlemmer af repræsentantskabet / bestyrelsen: J.V. Esmann (årene 1876-1904), direktør, købmand V. Kier, direktør Frederik Lausen, direktør, handelsminister M.N. Slebsager, tømrermester E. Pedersen og direktør, konsul Kai Blicher.